# Milk River, Alberta
Milk River är en ort i Kanada.   Den ligger i provinsen Alberta, i den södra delen av landet, 2 700 km väster om huvudstaden Ottawa. Milk River ligger 1 048 meter över havet och antalet invånare är 811.
Terrängen runt Milk River är platt. Trakten runt Milk River är nära nog obefolkad, med mindre än två invånare per kvadratkilometer.. Milk River är det största samhället i trakten.
Trakten runt Milk River består i huvudsak av gräsmarker.